# Тепличка (притока Рівцю)
Тепличка — річка в Україні, протікає через с. Юзвин, Вінницького району Вінницької області. Ліва притока р. Ровець, правого допливу Південного Бугу. Впадає у р. Ровець за 13 км від гирла, довжина — 5 км.